# Óscar Carrillo
Óscar Eduardo Carrillo Vértiz (Lima, 29 de agosto de 1965-Lima, 26 de junio de 2025) fue un actor y director de teatro, televisión y cine peruano. Protagonizó la serie de televisión Tatán y la telenovela Los de arriba y los de abajo.

## Filmografía

### Televisión

#### Como actor:
- Bolero (1993)
- Tatán (1994) como Luis D Unián Dulanto «Tatán».
- Los de arriba y los de abajo (1994) como Ulises Fiestas.
- Los unos y los otros (1995) como Alejandro Borja.
- Tribus de la calle (1996) como Comandante Mendieta
- Todo se compra, todo se vende (1997) como Rafael Muro.
- Gente como Uno (1999-2000)
- Sarita Colonia (2002) como Raúl
- Eva del Edén (2004) como Hernando de Palomino
- Un amor indomable (2007) (telenovela)
- La fuerza Fénix (2008) como Comandante Eléspuru.
- Graffiti (2008-2009) como Nicolás Silva.
- Clave uno: médicos en alerta (2009-2010) como Domingo Fuentes.
- Tribulación (2010) como Comandante Céspedes.
- Puertas al más allá (2011), Episodio «El abuelo» como Vidente Mario Acosta.
- La Perricholi (2011) como el Alguacil Pulido.
- Ramírez (2015) como Párraga
- Grau, caballero de los mares (2014)
- Nuestra Historia (2015) como Francisco Robles.
- Mis tres Marías (2016) como Gaspar Rivera Benítez # 2
- Solo una madre (2017) como Nerón Berreta.
- Ojitos hechiceros (2018–2019) como Mario Gavilán.
- En la piel de Alicia (2019) como Juan Hipólito Roque.
- La otra orilla (2020) como Martín Salazar.
- Princesas (2020-2021) como César Ortiz de Guzmán.
- Luz de luna (2021-2023) como Ramiro Zevallos.
- Tu nombre y el mío (2024) como Marcial Montero.

#### Como Director:
- Gabriela (Telenovela) 1998 (Dirección escénica)
- Baila Reggaeton (Miniserie) 2007 (Dirección escénica)
- Conversando con la Luna (Teleserie) Temporadas 1,2 y 3  (2012-2014)
- Nuestra historia (Serie) 2015 (Dirección)

### Películas
- Prueba de vida (2000) como Trial Honcho de Taylor Hackford
- Y si te vi, no me acuerdo (2003) como Alberto de Miguel Barreda Delgado
- Coca Mama (2004) de Marianne Eyde
- Both (2005) de Lisset Barcellos
- Ojos de Fuego (2006) de Gustavo Fernández
- Una sombra al frente (2007) de Augusto Tamayo San Román
- La Oscuridad (2008) (proyecto suspendido)
- Ciudad jardín (The City of Gardens) (renombrada como 186 Dollars to Freedom) (2011) de Camilo Vila
- Cuchillos en el cielo (2013) de Chicho Durant
- F27 (2014) de Willy Combe
- Desaparecer (2015) de Dorian Fernández-Moris
- Sangra, Grita, Late! (2017) de Aldo Miyashiro
- Django: sangre de mi sangre (2018) de Aldo Salvini
- La Pampa (2023) de Dorian Fernández-Moris

### Teatro

#### Como actor:
- El gorro de cascabeles de Luigi Pirandello  (1991)  como Ciampa
- La vida es sueño de Calderón de la Barca (1992) como Segismundo
- Yerma de Federico García Lorca (1992) como Juan
- Vladimir de Alfonso Santistevan (1994) como Che Guevara
- ¿Quieres estar conmigo? de Augusto Cabada (1994) como Alberto Pflucker
- Dime que tenemos tiempo de César de María (1997)
- Malayerba de Rafael Mendizabal (1997) como Dimas
- Qoillor Ritti de Delfina Paredes (1999) como Matalinares
- Regreso al desierto de Bernard-Marie Koltès (1999)
- Restos Humanos no Identificados de Brad Fraser (2000) como Bernie
- Sueños de una tarde dominical de Maritza Núñez (2000) como André Breton
- Popcorn de Ben Elton (2001) como Wayne Hudson
- Encuentro Casual de Alonso Cueto (2002) como Bobby
- Julio César de William Shakespeare (2005) como Bruto
- La Fiesta del Chivo de Mario Vargas Llosa (2007)
- Jarana de Nicolás Yerovi (2010) como Benito
- Historia de un caballo de Mark Rozovsky (2012) como Palafrenero
- Hemingway de Maritza Núñez (2014) como Hemingway
- El caballo del libertador de Alfonso Santistevan (2015) como «El profesor»
- La Multitud de Nick Rongjun Yu (2016)
- Un Misterio una Pasión de Aldo Miyashiro (2018)

#### Como Director:
- Lutero de John Osborne (1994)
- Educando a Rita de Willy Russell (1995)
- Tres Amores Post-modernos de Eduardo Adrianzén (1998)  Estreno
- La Tercera Edad de la Juventud de Eduardo Adrianzén (1999) Estreno
- El Nido de las Palomas de Eduardo Adrianzén (2000) Estreno
- Una especie de ausencia de Marcela Robles (2000) Estreno
- Espinas de Eduardo Adrianzén (2001) Estreno
- Dos para el camino de César de María (2002) Estreno
- El jardín de los cerezos de Anton Chejov (2003)
- Los amores de don Perlimplín con Belisa en su jardín de Federico García Lorca (2005)
- La Cisura de Silvio de Víctor Falcón (2006) Estreno
- Extremos de William Mastrosimone (2007)
- Heraud, el corazón volador de Eduardo Adrianzén (2009) Estreno
- Libertinos de Eduardo Adrianzén (2012) Estreno
- La Eternidad en sus ojos de Eduardo Adrianzén (2013) Estreno
- Silencio Sísmico de Eduardo Adrianzén (2016) Estreno
- Cinema Frontera basada en Cinema Sderot de Felipe Curiel (2016) Proyecto Microteatro
- Salto en Sepia basada en Fragmento de Teatro II de Samuel Beckett (2020)
- Rosmary y el Libertador de Eduardo Adrianzén (2021) producida por el Gran Teatro Nacional